# Wit-Rusland op de Olympische Zomerspelen 2016
Wit-Rusland nam deel aan de Olympische Zomerspelen 2016 in Rio de Janeiro, Brazilië. De selectie bestond uit 124 atleten, actief in 21 olympische sportdisciplines, en was daarmee de kleinste olympische ploeg van Wit-Rusland sinds haar eerste deelname in 1996. Wielrenner Vasil Kiryjenka droeg de Wit-Russische vlag tijdens de openingsceremonie; de atleet Ivan Tsichan, die zilver won bij kogelslingeren, droeg de vlag bij de sluitingsceremonie.
Voor Wit-Rusland waren de Spelen van 2016 de minst succesvolle in haar olympische geschiedenis: het land won negen medailles, waarvan één goud, vier zilver en vier brons. Trampolinespringer Vladsjislav Gantsjarov won de enige gouden medaille in het mannentoernooi.

## Medailleoverzicht
| Sport         | Olympiër                                                               | Onderdeel                       | Medaille |
| ------------- | ---------------------------------------------------------------------- | ------------------------------- | -------- |
| Gymnastiek    | Vladsjislav Gantsjarov                                                 | trampoline (m)                  | Goud     |
| Atletiek      | Ivan Tsichan                                                           | kogelslingeren                  | Zilver   |
| Gewichtheffen | Vadzim Straltsov                                                       | middenzwaargewicht (–94 kg) (m) | Zilver   |
| Gewichtheffen | Darja Naoemava                                                         | zwaargewicht (–75 kg) (v)       | Zilver   |
| Worstelen     | Maria Mamatsjoek                                                       | middengewicht (–63 kg) (v)      | Zilver   |
| Kanovaren     | Volga Choedzenka Nadzeja Papok Maryna Paoetaran Margarita Tsisjkevitsj | K-4 0500 m (v)                  | Brons    |
| Worstelen     | Javid Hamzatov                                                         | middengewicht (–85 kg) (m)      | Brons    |
| Worstelen     | Ibrahim Saidoe                                                         | superzwaargewicht (–125 kg) (m) | Brons    |
| Zwemmen       | Aljaksandra Gerasimenja                                                | 50 m vrij (v)                   | Brons    |

## Deelnemers en resultaten
(m) = mannen, (v) = vrouwen 

### Atletiek
| Olympiër                  | Onderdeel                | Resultaat    | Prestatie                                                            |
| ------------------------- | ------------------------ | ------------ | -------------------------------------------------------------------- |
| Vladsizlav Pramav         | marathon (m)             | 83e          | 2:22:48 (83e)                                                        |
| Stsjapan Rahaoetsov       | marathon (m)             | 69e          | 2:20:34 (69e)                                                        |
| Aljaksandr Ljakhovitsj    | 20 km snelwandelen (m)   | 43e          | 1:25.04 (43e)                                                        |
| Dzjanis Simanovitsj       | 20 km snelwandelen (m)   | DNF          | DNF                                                                  |
| Ivan Trotski              | 50 km snelwandelen (m)   | DNF          | DNF                                                                  |
| Kanstantsin Baritsjeoeski | verspringen (m)          | 23e          | kwalificaties: 7,67 m (23e)                                          |
| Artsjom Bandarenka        | hink-stap-springen (m)   | 37e          | kwalificaties: 15,43 m (37e)                                         |
| Maksim Njastsjarenka      | hink-stap-springen (m)   | 20e          | kwalificaties: 16,52 m (20e)                                         |
| Dzmitry Platnitski        | hink-stap-springen (m)   | 19e          | kwalificaties: 16,52 m (19e)                                         |
| Andrej Tsjoerila          | hoogspringen (m)         | 30e          | kwalificaties: 2,22 m (30e)                                          |
| Dzmitry Nabokav           | hoogspringen (m)         | 43e          | kwalificaties: 2,17 m (43e)                                          |
| Pavel Barejsja            | kogelslingeren (m)       | 13e          | kwalificaties: 73,33 m (13e)                                         |
| Sjarhej Kalamojets        | kogelslingeren (m)       | 9e           | kwalificaties: 74,29 m (8e) finale: 74,22 m (9e)                     |
| Ivan Tsichan              | kogelslingeren (m)       | Zilver       | kwalificaties: 76,51 m (2e) finale: 77,79 m (2e)                     |
|                           |                          |              |                                                                      |
| Maryna Arzamasava         | 800 m (v)                | 7e           | series: 1:58.44 (2e) halve finale: 1:58.87 (4e) finale: 1:59.10 (7e) |
| Joelija Karol             | 800 m (v)                | series       | series: 2:01.09 (5e)                                                 |
| Katsjarina Paplaoeskaja   | 100 m horden (v)         | series       | series: 13.45 (7e)                                                   |
| Alina Talaj               | 100 m horden (v)         | halve finale | series: 12.74 (2e) halve finale: 13.66 (8e)                          |
| Katsjarina Belanovitsj    | 400 m horden (v)         | series       | series: 56.55 (6e)                                                   |
| Svjatlana Koedzelitsj     | 3000 m steeplechase (v)  | series       | series: 9:32.93 (10e)                                                |
| Nastassia Poezakova       | 3000 m steeplechase (v)  | series       | series: 10:14.08 (17e)                                               |
| Marina Damantsevitsj      | marathon (v)             | 45e          | 2:37:34 (45e)                                                        |
| Volga Mazoeronak          | marathon (v)             | 5e           | 2:24:48 (5e)                                                         |
| Nastassia Jatsevitsj      | 20 km snelwandelen (v)   | 17e          | 1:32:53 (17e)                                                        |
| Volga Soedarava           | verspringen (v)          | 26e          | kwalificaties: 6,29 m (26e)                                          |
| Iryna Vaskoeskaja         | hink-stap-springen (v)   | 31e          | kwalificaties: 13,35 m (31e)                                         |
| Natallia Vjatkina         | hink-stap-springen (v)   | 35e          | kwalificaties: 13,25 m (35e)                                         |
| Iryna Jakaltsevitsj       | polsstokhoogspringen (v) | 34e          | kwalificaties: 4,15 m (34e)                                          |
| Alena Abramtsjoek         | kogelstoten (v)          | 11e          | kwalificaties: 17,78 m (11e) finale: 17,37 m (11e)                   |
| Aljona Doebitskaja        | kogelstoten (v)          | 8e           | kwalificaties: 17,76 m (12e) finale: 18,23 m (8e)                    |
| Joelija Leantsjoek        | kogelstoten (v)          | 17e          | kwalificaties: 17,66 m (17e)                                         |
| Tatsjana Chaladovitsj     | speerwerpen (v)          | 5e           | kwalificaties: 63,78 m (5e) finale: 64,60 m (5e)                     |
| Tatsjana Korzh            | speerwerpen (v)          | 26e          | kwalificaties: 56,16 m (26e)                                         |
| Hanna Malisjtsjik         | kogelslingeren (v)       | 7e           | kwalificaties: 71,12 m (8e) finale: 71,90 m (7e)                     |
| Alena Sobaleva            | kogelslingeren (v)       | 20e          | kwalificaties: 67,06 m (20e)                                         |

### Basketbal
| Olympiër | Onderdeel | Resultaat  | Prestatie |
| --- | --------- | ---------- | --------- |
| Mario Papova Katsjarina Snytsina Tatsjana Lichtarovitsj Volga Zjoezkova Anastasia Veramejenka Jelena Leoetsjanka Lindsey Harding Tatjana Trojna Natalia Trafimava Natallia Anoefrijenka Ksenia Malasjka Joelia Rytsikava | vrouwen   | groepsfase | vijfde    |

| Groep A |             |             |             |             |            |            |            |        |
| #       | Land        | Wedstrijden | Wedstrijden | Wedstrijden | Doelpunten | Doelpunten | Doelpunten | Punten |
| #       | Land        | G           | W           | V           | V          | T          | Saldo      | Punten |
| 1       | Australië   | 5           | 5           | 0           | 400        | 345        | +55        | 10     |
| 2       | Frankrijk   | 5           | 3           | 2           | 344        | 343        | +1         | 8      |
| 3       | Turkije     | 5           | 3           | 2           | 324        | 325        | –1         | 8      |
| 4       | Japan       | 5           | 3           | 2           | 386        | 378        | +8         | 8      |
| 5       | Wit-Rusland | 5           | 1           | 4           | 347        | 361        | –14        | 6      |
| 6       | Brazilië    | 5           | 0           | 5           | 335        | 384        | –49        | 5      |

| Ronde       | Datum | Lokale tijd | MEZT           | Plaats      | Land  | Score       | Land |
| ----------- | ----- | ----------- | -------------- | ----------- | ----- | ----------- | ---- |
| Groepsfase  |       |             |                |             |       |             |      |
| 6 augustus  | 19:45 | 00:45       | Rio de Janeiro | Wit-Rusland | 73–77 | Japan       |      |
| 7 augustus  | 19:45 | 00:45       | Rio de Janeiro | Frankrijk   | 73–72 | Wit-Rusland |      |
| 9 augustus  | 15:30 | 20:30       | Rio de Janeiro | Brazilië    | 63–65 | Wit-Rusland |      |
| 11 augustus | 12:15 | 17:15       | Rio de Janeiro | Wit-Rusland | 71–74 | Turkije     |      |
| 13 augustus | 12:15 | 17:15       | Rio de Janeiro | Australië   | 74–66 | Wit-Rusland |      |

### Boksen
| Olympiër              | Onderdeel  | Resultaat    | Prestatie                                                                                            |
| --------------------- | ---------- | ------------ | --- |
| Dmitri Asanav         | –56 kg (m) | tweede ronde | eerste ronde won van Héctor García (2–1) tweede ronde verloor van Erdenebatyn Tsendbaatar (1–2)      |
| Pavel Kastramin       | –69 kg (m) | eerste ronde | eerste ronde verloor van Sailom Adi (1–2)                                                            |
| Michail Daoegaljavets | –81 kg (m) | tweede ronde | eerste ronde won van Valentino Manfredonia (2–1) tweede ronde verloor van Adilbek Niyazymbetov (0–3) |

### Boogschieten
| Olympiër       | Onderdeel       | Resultaat    | Prestatie                                                                     |
| -------------- | --------------- | ------------ | ----------------------------------------------------------------------------- |
| Anton Prylepau | individueel (m) | eerste ronde | plaatsingsronde: 643 punten (52e) eerste ronde verloor van Ricardo Soto (5–6) |

### Gewichtheffen
| Olympiër              | Onderdeel   | Resultaat | Prestatie                                                      |
| --------------------- | ----------- | --------- | -------------------------------------------------------------- |
| Petr Asajonak         | –85 kg (m)  | 6e        | trekken: 170 kg (6e) stoten: 207 kg (6e) totaal: 377 kg (6e)   |
| Pavel Chadasevitsj    | –85 kg (m)  | 7e        | trekken: 170 kg (6e) stoten: 195 kg (9e) totaal: 365 kg (7e)   |
| Aljaksandr Bersanav   | –94 kg (m)  | 8e        | trekken: 173 kg (7e) stoten: 208 kg (8e) totaal: 381 kg (8e)   |
| Vadzim Straltsov      | –94 kg (m)  | Zilver    | trekken: 175 kg (4e) stoten: 220 kg (2e) totaal: 395 kg (2e)   |
| Aliksej Mzhatsjik     | +105 kg (m) | 12e       | trekken: 187 kg (9e) stoten: 224 kg (12e) totaal: 411 kg (12e) |
|                       |             |           |                                                                |
| Anastasija Mikhalenka | –69 kg (v)  | —         | trekken: 103 kg (DNF)                                          |
| Darja Patsjaboet      | –69 kg (v)  | 7e        | trekken: 105 kg (8e) stoten: 132 kg (7e) totaal: 237 kg (7e)   |
| Darja Naoemava        | –75 kg (v)  | Zilver    | trekken: 116 kg (2e) stoten: 142 kg (2e) totaal: 258 kg (2e)   |

### Gymnastiek

#### Ritmisch
| Olympiër                                                                             | Onderdeel   | Resultaat | Prestatie |
| ------------------------------------------------------------------------------------ | ----------- | --------- | --- |
| Katsjarina Halkina                                                                   | individueel | 6e        | kwalificaties hoepel: 17,733 bal: 17,733 knotsen: 17,200 lint: 17,466 totaal: 70,132 (9e) finale hoepel: 17,966 bal: 17,966 knotsen: 17,650 lint: 17,350 totaal: 70,932 (6e) |
| Melitina Stanjoeta                                                                   | individueel | 5e        | kwalificaties hoepel: 18,400 bal: 17,650 knotsen: 18,350 lint: 18,175 totaal: 72,575 (4e) finale hoepel: 18,200 bal: 18,250 knotsen: 16,633 lint: 18,050 totaal: 71,133 (5e) |
| Hanna Doedzenkova Maria Kadobina Maria Katsjak Valerija Pistsjelina Arina Tsitsilina | team        | 5e        | kwalificaties 5 linten: 17,583 3 knotsen, 2 hoepels: 17,850 totaal: 35,433 (3e) finale 5 linten: 17,283 3 knotsen, 2 hoepels: 18,016 totaal: 35,299 (5e)                     |

#### Trampoline
| Olympiër               | Onderdeel      | Resultaat | Prestatie                                                     |
| ---------------------- | -------------- | --------- | ------------------------------------------------------------- |
| Vladsjislav Gantsjarov | trampoline (m) | Goud      | kwalificaties: 111,090 punten (2e) finale: 61,745 punten (1e) |
|                        |                |           |                                                               |
| Hanna Hartsjonak       | trampoline (v) | 8e        | kwalificaties: 100,275 punten (6e) finale: 5,700 punten (8e)  |
| Tatsjana Pjatrenia     | trampoline (v) | 5e        | kwalificaties: 104,515 punten (1e) finale: 54,650 punten (5e) |

#### Turnen
| Olympiër           | Onderdeel                | Resultaat | Prestatie |
| ------------------ | ------------------------ | --------- | --- |
| Andrej Lichovitski | meerkamp individueel (m) | 18e       | kwalificaties vloer: 14,200 paard voltige: 15,233 ringen: 13,866 sprong: 13,966 brug: 14,900 rekstok: 14,600 totaal: 86,765 punten (16e) finale vloer: 14,300 paard voltige: 15,033 ringen: 13,933 sprong: 14,033 brug: 14,966 rekstok: 14,366 totaal: 86,631 punten (18e) |
|                    |                          |           | |
| Kylie Dickson      | meerkamp individueel (v) | 58e       | kwalificaties sprong: 13,866 brug ongelijk: 12,833 balk: 10,333 vloer: 10,766 totaal: 47,798 punten (58e) |

### Judo
| Olympiër        | Onderdeel  | Resultaat    | Prestatie                                      |
| --------------- | ---------- | ------------ | ---------------------------------------------- |
| Dmitri Sjersjan | –66 kg (m) | tweede ronde | tweede ronde verloor van Rishod Sobirov: yuko  |
|                 |            |              |                                                |
| Daria Skrypnik  | –52 kg (v) | eerste ronde | eerste ronde verloor van Mareen Kräh: waza-ari |

### Kanovaren
| Olympiër                                                                  | Onderdeel     | Resultaat | Prestatie                                                               |
| ------------------------------------------------------------------------- | ------------- | --------- | ----------------------------------------------------------------------- |
| Marina Litvintsjoek                                                       | K-1 500 m (v) | 4e        | series: 1:53.966 (2e) halve finale: 1:55.641 (1e) finale: 1:54.474 (4e) |
| Volga Choedzenka Nadzeja Ljapesjka Marina Litvintsjoek Margarita Machneva | K-4 500 m (v) | Brons     | series: 1:30.320 (1e) finale: 1:36.908 (3e)                             |

### Moderne vijfkamp
| Olympiër             | Onderdeel | Resultaat | Prestatie |
| -------------------- | --------- | --------- | --- |
| Anastasia Prokopenko | vrouwen   | 22e       | zwemmen: 2:25.69 (35e, 263 punten) schermen: 10 W, 25 V (34e, 162 punten) paardrijden: 11 strafpunten (15e, 289 punten) gecombineerd: 12:12.98 (4e, 558 punten) totaal: 1272 punten (22e) |

### Roeien
| Olympiër                                                    | Onderdeel       | Resultaat | Prestatie                                                                                      |
| ----------------------------------------------------------- | --------------- | --------- | ---------------------------------------------------------------------------------------------- |
| Stanislav Sjtsjarbatsjenia                                  | skiff (m)       | 5e        | series: 7:11.49 (2e) kwartfinale: 6:55.19 (3e) halve finale: 7:06.69 (2e) finale: 6:48.78 (5e) |
| Vadzim Lialin Dzjanis Mihal Ihar Pasjevitsj Mikalai Sharlap | vier-zonder (m) | 9e        | series: 6:02.93 (4e) herkansing: 6:36.50 (2e) halve finale: 6:22.46 (4e) finale: 6:00.57 (9e)  |
|                                                             |                 |           |                                                                                                |
| Ekaterina Karsten                                           | skiff (v)       | 8e        | series: 8:21.21 (2e) kwartfinale: 7:28.03 (3e) halve finale: 7:48.89 (5e) finale: 7:25.03 (8e) |
| Alena Furman Inna Nikoelina                                 | twee-zonder (v) | 15e       | series: 7:35.23 (5e) herkansing: 8:07.16 (6e) C-finale: 8:32.54 (3e)                           |
| Joelija Bitjsyk Tatsjana Koechta                            | dubbel-twee (v) | 8e        | series: 7:27.22 (3e) halve finale: 6:57.64 (5e) B-finale: 7:40.48 (8e)                         |

### Schermen
| Olympiër               | Onderdeel | Resultaat    | Prestatie                                                                                      |
| ---------------------- | --------- | ------------ | ---------------------------------------------------------------------------------------------- |
| Aljaksandr Boejkevitsj | sabel (m) | tweede ronde | eerste ronde won van Joseph Polossifakis (15–6) tweede ronde verloor van Áron Szilágyi (12–15) |

### Schietsport
| Olympiër               | Onderdeel                   | Resultaat                        | Prestatie                                                  |
| ---------------------- | --------------------------- | -------------------------------- | ---------------------------------------------------------- |
| Vitali Boebnovitsj     | 10 m luchtgeweer (m)        | 17e                              | kwalificaties: 622,9 punten (17e)                          |
| Illia Tsjargejka       | 10 m luchtgeweer (m)        | 6e                               | kwalificaties: 625,5 punten (8e) finale: 121,6 punten (6e) |
| Illia Tsjargejka       | 50 m geweer 3 houdingen (m) |                                  |                                                            |
| Joeri Stsjerbatsevitsj | 18e                         | kwalificaties: 1170 punten (18e) |                                                            |
| Vitali Boebnovitsj     | 50 m liggend                | 5e                               | kwalificaties: 626,2 punten (4e) finale: 144,2 punten (5e) |
| Joeri Stsjerbatsevitsj | 50 m liggend                | 18e                              | kwalificaties: 622,1 punten (18e)                          |
|                        |                             |                                  |                                                            |
| Viktoria Tsjajka       | 10 m luchtpistool (v)       | 16e                              | kwalificaties: 380 punten (16e)                            |
| Viktoria Tsjajka       | 25 m pistool (v)            | 24e                              | kwalificaties: 575 punten (24e)                            |

### Schoonspringen
| Olympiër         | Onderdeel      | Resultaat | Prestatie                      |
| ---------------- | -------------- | --------- | ------------------------------ |
| Vadim Kaptoer    | 10 m toren (m) | 24e       | voorronde: 353,84 punten (24e) |
| Javgeni Karaljov | 10 m toren (m) | 26e       | voorronde: 347,80 punten (26e) |

### Synchroonzwemmen
| Olympiër                                | Onderdeel | Resultaat | Prestatie |
| --------------------------------------- | --------- | --------- | --- |
| Irina Limanoeskaja Veronika Jesipovitsj | duet      | 21e       | voorronde technische routine: 78,9913 punten (21e) vrije routine: 79,0000 punten (21e) totaal: 157,9913 punten (21e) |

### Taekwondo
| Olympiër             | Onderdeel  | Resultaat | Prestatie |
| -------------------- | ---------- | --------- | --------- |
| Arman-Marshall Silla | +80 kg (m) | DSQ       | DSQ       |

### Tafeltennis
| Olympiër             | Onderdeel     | Resultaat      | Prestatie |
| -------------------- | ------------- | -------------- | --- |
| Vladimir Samsonov    | enkelspel (m) | bronzen finale | derde ronde won van Kristian Karlsson (4–2) vierde ronde won van Paul Drinkhall (4–2) kwartfinale won van Dimitrij Ovtcharov (4–2) halve finale verloor van Zhang Jike (1–4) bronzen finale verloor van Jun Mizutani (1–4) |
|                      |               |                | |
| Viktoria Pavlovitsj  | enkelspel (v) | derde ronde    | eerste ronde won van Offiong Edem (4–1) tweede ronde won van Polina Michajlova (4–2) derde ronde verloor van Cheng I-ching (3–4)                                                                                           |
| Aleksandra Privalova | enkelspel (v) | tweede ronde   | eerste ronde won van Neda Shahsavari (4–3) tweede ronde verloor van Chen Szu-yu (2–4) |

### Tennis
| Olympiër                    | Onderdeel      | Resultaat    | Prestatie                                           |
| --------------------------- | -------------- | ------------ | --------------------------------------------------- |
| Aljaksandr Boery Maks Mirni | dubbelspel (m) | eerste ronde | eerste ronde verloren van Marach – Peya (64–7, 5–7) |

### Wielersport

#### Baan
| Olympiër           | Onderdeel  | Resultaat | Prestatie               |
| ------------------ | ---------- | --------- | ----------------------- |
| Tatsjana Sjarakova | omnium (v) | 9e        | totaal: 164 punten (9e) |

#### Weg
| Olympiër            | Onderdeel        | Resultaat | Prestatie        |
| ------------------- | ---------------- | --------- | ---------------- |
| Vasil Kiryienka VO  | wegwedstrijd (m) | DNF       | DNF              |
| Vasil Kiryienka VO  | tijdrit (m)      | 17e       | 1:16:05.70 (17e) |
| Kanstantsin Sivtsov | wegwedstrijd (m) | 49e       | 6:30:05 (49e)    |
| Kanstantsin Sivtsov | tijdrit (m)      | 25e       | 1:18:58.75 (25e) |
|                     |                  |           |                  |
| Alena Amjaljoesik   | wegwedstrijd (v) | 13e       | 3:53.37 (13e)    |
| Alena Amjaljoesik   | tijdrit (v)      | 11e       | 46:05.73 (11e)   |

### Worstelen

#### Vrije stijl
| Olympiër            | Onderdeel   | Resultaat      | Prestatie |
| ------------------- | ----------- | -------------- | --- |
| Asadulla Latsjinov  | –57 kg (m)  | eerste ronde   | voorronde won van Chakir Ansari (4–1) eerste ronde verloor van Rei Higuchi (0–4) herkansing verloor van Yang Kyong-il (1–3)                                                           |
| Amarhajy Mahamedov  | –86 kg (m)  | eerste ronde   | voorronde won van Aslan Kakhidze (3–1) eerste ronde verloor van J'den Cox (1–3) |
| Ibrahim Sajdov      | –125 kg (m) | Brons          | eerste ronde won van Daulet Shabanbay (3–0) kwartfinale verloor van Taha Akgül (0–4) herkansing won van Jargalsaikhany Chuluunbat (3–1) bronzen finale won van Levan Berianidze (3–1) |
|                     |             |                | |
| Maria Mamasjoek     | –63 kg (v)  | Zilver         | eerste ronde won van Jekaterina Larionova (3–1) kwartfinale won van Henna Johansson (3–1) halve finale won van Elena Pirozhkova (3–1) finale verloor van Risako Kawai (0–3)           |
| Vasilisa Marzaljoek | –75 kg (v)  | bronzen finale | eerste ronde won van Cynthia Vescan (5–0) kwartfinale won van Adeline Gray (3–1) halve finale verloor van Erica Wiebe (0–3) bronzen finale verloor van Zhang Fengliu (1–3)            |

#### Grieks-Romeins
| Olympiër               | Onderdeel  | Resultaat    | Prestatie |
| ---------------------- | ---------- | ------------ | --- |
| Soslan Daoerov         | –59 kg (m) | eerste ronde | eerste ronde verloor van Stig André Berge (0–3) |
| Javid Hamzatov         | –85 kg (m) | Brons        | eerste ronde won van Peng Fei (3–0) kwartfinale won van Amer Hrustanović (4–0) halve finale verloor van Zhan Belenjoek (0–3) bronzen finale won van Nikolay Bayryakov (3–1) |
| Tsimafej Dzejnitsjenka | –98 kg (m) | voorronde    | voorronde verloor van Fredrik Schön (1–3) |

### Zeilen
| Olympiër             | Onderdeel        | Resultaat | Prestatie                |
| -------------------- | ---------------- | --------- | ------------------------ |
| Mikita Tsirkoen      | RS:X (m)         | 22e       | totaal: 215 punten (22e) |
|                      |                  |           |                          |
| Tatjana Drozdovskaja | Laser Radial (v) | 19e       | totaal: 137 punten (19e) |

### Zwemmen
| Olympiër                | Onderdeel             | Resultaat | Prestatie                                                          |
| ----------------------- | --------------------- | --------- | ------------------------------------------------------------------ |
| Viktar Staselovitsj     | 100 m rugslag (m)     | 32e       | series: 55.68 (32e)                                                |
| Mikita Tsmyh            | 100 m rugslag (m)     | 29e       | series: 54.97 (29e)                                                |
| Mikita Tsmyh            | 200 m rugslag (m)     | 25e       | series: 2:00.96 (25e)                                              |
| Pavel Sankovitsj        | 100 m vlinderslag (m) | 28e       | series: 53.00 (28e)                                                |
| Yauhen Tsoerkin         | 100 m vrije slag (m)  | 35e       | series: 49.37 (35e)                                                |
| Yauhen Tsoerkin         | 100 m vlinderslag (m) | 30e       | series: 53.24 (30e)                                                |
|                         |                       |           |                                                                    |
| Aljaksandra Herasimenia | 50 m vrije slag (v)   | Brons     | series: 24.42 (3e) halve finale: 24.53 (8e) finale: 24.11 (3e, NR) |
| Joelija Chitraja        | 50 m vrije slag (v)   | 27e       | series: 25.18 (27e)                                                |
| Aljaksandra Herasimenia | 100 m vrije slag (v)  | 13e       | series: 54.25 (13e) halve finale: 54.34 (13e)                      |

Afghanistan · Albanië · Algerije · Amerikaanse Maagdeneilanden · Amerikaans-Samoa · Andorra · Angola · Antigua en Barbuda · Argentinië · Armenië · Aruba · Australië · Azerbeidzjan · Bahama's · Bahrein · Bangladesh · Barbados · België · Belize · Benin · Bermuda · Bhutan · Bolivia · Bosnië en Herzegovina · Botswana · Brazilië · Britse Maagdeneilanden · Brunei · Bulgarije · Burkina Faso · Burundi · Cambodja · Canada · Centraal-Afrikaanse Republiek · Chili · China · Chinees Taipei · Colombia · Comoren · Congo-Brazzaville · Congo-Kinshasa · Cookeilanden · Costa Rica · Cuba · Cyprus · Denemarken · Djibouti · Dominica · Dominicaanse Republiek · Duitsland · Ecuador · Egypte · El Salvador · Equatoriaal-Guinea · Eritrea · Estland · Ethiopië · Fiji · Filipijnen · Finland · Frankrijk · Gabon · Gambia · Georgië · Ghana · Grenada · Griekenland · Groot-Brittannië · Guam · Guatemala · Guinee · Guinee‑Bissau · Guyana · Haïti · Honduras · Hongarije · Hongkong · Ierland · IJsland · India · Indonesië · Irak · Iran · Israël · Italië · Ivoorkust · Jamaica · Japan · Jemen · Jordanië · Kaaimaneilanden · Kaapverdië · Kameroen · Kazachstan · Kenia · Kirgizië · Kiribati · Kosovo · Kroatië · Laos · Lesotho · Letland · Libanon · Liberia · Libië · Liechtenstein · Litouwen · Luxemburg · Macedonië · Madagaskar · Malawi · Malediven · Maleisië · Mali · Malta · Marshalleilanden · Marokko · Mauritanië · Mauritius · Mexico · Micronesië · Moldavië · Monaco · Mongolië · Montenegro · Mozambique · Myanmar · Namibië · Nauru · Nederland · Nepal · Nicaragua · Nieuw-Zeeland · Niger · Nigeria · Noord-Korea · Noorwegen · Oeganda · Oekraïne · Oezbekistan · Oman · Oostenrijk · Oost-Timor · Pakistan · Palau · Palestina · Panama · Papoea-Nieuw-Guinea · Paraguay · Peru · Polen · Portugal · Puerto Rico · Qatar · Roemenië · Rusland · Rwanda · Saint Kitts en Nevis · Saint Lucia · Saint Vincent en Grenadines · Salomonseilanden · Samoa · San Marino · Sao Tomé en Principe · Saoedi-Arabië · Senegal · Servië · Seychellen · Sierra Leone · Singapore · Slovenië · Slowakije · Soedan · Somalië · Spanje · Sri Lanka · Suriname · Swaziland · Syrië · Tadzjikistan · Tanzania · Thailand · Togo · Tonga · Trinidad en Tobago · Tsjaad · Tsjechië · Tunesië · Turkije · Turkmenistan · Tuvalu · Uruguay · Vanuatu · Venezuela · Verenigde Arabische Emiraten · Verenigde Staten · Vietnam · Wit-Rusland · Zambia · Zimbabwe · Zuid-Afrika · Zuid-Korea · Zuid-Soedan · Zweden · Zwitserland
Individuele Olympische Atleten · Olympisch vluchtelingenteam